# Sphenomorphus steerei
Sphenomorphus steerei este o specie de șopârle din genul Sphenomorphus, familia Scincidae, descrisă de Stejneger 1908. A fost clasificată de IUCN ca specie cu risc scăzut. Conform Catalogue of Life specia Sphenomorphus steerei nu are subspecii cunoscute.